# 孤子 (光學)
光學上，孤子 (soliton)是指傳遞過程中在空間上或時間上維持穩定的光束。通常這是由線性與非線性效應共同作用下的結果。

## 空間光孤子
在只有線性效應的情況下，一道狹窄的光束傳播時會因為繞射而使得光束的波形在空間上變寬。在具有較明顯克爾效應（非線性效應）的材料中，光的折射率與受電場強度的平方成正比，當高斯形式的光束（如雷射）射入時，在靠近中心的地方有較高的折射率，而周圍的折射率較低，因此能夠產生匯聚（稱為自聚焦效應），並與繞射的發散效果達成平衡，使得光束的大小維持一定，這種光束稱為空間光孤子 (Optical Spatial Soliton)。

## 時間光孤子

群速度散射效應與克爾效應共同作用的結果，使得波形維持固定。

在光學通訊上，由於不同頻率的光在介質中有不同的傳遞速度（色散現象），因此在長距離下將會散開，使得原本的訊號扭曲，此現象（對比於前述空間上的發散）屬於時間上的發散。克爾效應所造成的自相位调制效應亦能抵銷此種發散，因而維持原本的波形。此狀況下傳遞的光束稱為時間光孤子 (Temporal Optical Soliton)。